# Shakima Wimbley
Shakima Wimbley (née le 23 avril 1995 à Fort Lauderdale) est une athlète américaine, spécialiste du 400 mètres, championne des États-Unis, en 2018 et en 2019, sur cette distance.

## Carrière

### Co-championne du monde sur 4 × 400 m (2017)
En 2017, à 22 ans, Shakima Wimbley se classe cinquième aux 400 mètres des championnats des États-Unis en 50 s 36, ce qui lui permet d’être sélectionnée in-extrémis pour les championnats du monde de Londres. Elle y fait partie, lors de la finale, du relais 4 × 400 mètres américain, amené par Allyson Felix. Quand cette dernière (2e relayeuse après Quanera Hayes) lui passe le témoin, la victoire est quasiment acquise pour l’équipe américaine mais elle se fait un devoir de creuser encore l'écart, ce qui permet à la 4e, Phyllis Francis de franchir la ligne avec près de six secondes d’avance sur les Britanniques. Victoire en 3 min 19 s 02.

### Championne des États-Unis (2018)
En 2018, elle commence l’année par des résultats encourageants en salle : le 3 mars, elle termine à la deuxième place du 400 mètres des championnats du monde en salle de Birmingham (51 s 47), derrière sa compatriote Courtney Okolo (50 s 55) et, le lendemain, elle fait partie de l’équipe américaine du relais 4 × 400 mètres qui s’adjuge la victoire devant la Pologne et le Royaume-Uni en 3 min 23 s 85, à moins d'une demi seconde du record du monde en salle.
Le 23 juin 2018, à 23 ans, elle remporte le titre de championne des États-Unis sur 400 mètres en 49 s 52, nouveau record personnel. Elle devient l’Américaine en activité la plus rapide sur 400 m. Moins rapide toutefois que ses ainées, Sanya Richards-Ross et Allyson Felix, qui dominaient le 400 mètres depuis plus d'une décennie. Shakima, elle, ne peut que faire de la figuration dans la lutte pour la suprématie dans cette discipline entre la jeune Bahreïnie de 20 ans, Salwa Eid Naser, et la Bahaméenne de 24 ans, Shaunae Miller. Le 20 juillet, lors du meeting de la Ligue de diamant de Monaco, Shakima termine à la 3e place en 50 s 85, très loin derrière la championne des Bahamas (48 s 97) et celle du Bahreïn (49 s 08).

### Championne des États-Unis (2019)
En 2019, à 24 ans, elle termine à la deuxième place, derrière Salwa Eid Naser, de la ligue de diamant 2019, sans avoir gagné une seule des sept épreuves que compte cette compétition. La réglementation est ainsi faite qu'une deuxième place lors du dernier meeting suffit. Elle l’obtient en 51 s 21, à Zurich, devancée par la petite Bareïnie (50 s 24). 
Sur le plan national, Shakima confirme sa domination sur le 400 mètres en remportant, le 28 juillet, le titre de championne des États-Unis avec 50 s 21. Elle devance de peu Kendall Ellis et Wadeline Jonathas, (Allyson Felix, de retour, termine sixième). Ce qui est un peu inquiétant pour Shakima, c'est qu'elle ne parvient pas à passer sous la barre des 50 secondes, à deux mois d'un grand rendez-vous international, les championnats du monde de Doha.
Le 27 septembre, elle n’arrive à ces championnats qu’avec la 5e meilleure performance de l’année. Elle remporte sa série (épreuve précédent la demi-finale) mais son temps n’est pas suffisant pour la rassurer : 51 s 17, c’est le 6e des 6 séries. Elle ne passe pas le tour suivant : victime d’une douleur à l’aine, elle réalise le plus mauvais temps des 3 demi-finales. Elle ne fait pas partie de l’équipe américaine qui – avec le renfort de deux coureuses de 400 m haies – remporte le relais 4 × 400 mètres le 6 octobre. 

## Palmarès

### International
| Date | Compétition                    | Lieu             | Résultat | Épreuve   | Temps         |
| ---- | ------------------------------ | ---------------- | -------- | --------- | ------------- |
| 2014 | Championnats du monde juniors  | Eugene           | 1re      | 4 × 400 m | 3 min 30 s 42 |
| 2015 | Jeux panaméricains             | Toronto          | 2e       | 400 m     | 51 s 36       |
| 2015 | Jeux panaméricains             | Toronto          | 1re      | 4 × 400 m | 3 min 25 s 68 |
| 2016 | Championnats NACAC espoirs     | San Salvador     | 6e       | 400 m     | 54 s 71       |
| 2016 | Championnats NACAC espoirs     | San Salvador     | 1re      | 4 x 400 m | 3 min 28 s 45 |
| 2017 | Championnats du monde          | Londres          | 1re      | 4 x 400 m | 3 min 19 s 02 |
| 2018 | Championnats du monde en salle | Birmingham       | 2e       | 400 m     | 51 s 47       |
| 2018 | Championnats du monde en salle | Birmingham       | 1re      | 4 x 400 m | 3 min 23 s 85 |
| 2018 | Ligue de diamant               | Ligue de diamant | 3e       | 400 m     | 50 s 77       |
| 2018 | Coupe continentale             | Ostrava          | 5e       | 400 m     | 51 s 59       |
| 2019 | Relais mondiaux de l'IAAF      | Yokohama         | 2e       | 4 x 400 m | 3 min 27 s 65 |
| 2019 | Ligue de diamant               | Ligue de diamant | 2e       | 400 m     | 51 s 21       |

### National
- Championnats des États-Unis d'athlétisme :
  - Plein air : vainqueur du 400 m en 2018 et 2019

## Records
| Épreuve | Épreuve   | Temps   | Lieu            | Date         |
| ------- | --------- | ------- | --------------- | ------------ |
| 400 m   | Plein air | 49 s 52 | Des Moines      | 23 juin 2018 |
| 400 m   | En salle  | 51 s 07 | College Station | 11 mars 2017 |